# Oospila camilla
Oospila camilla là một loài bướm đêm trong họ Geometridae.